# دیگو زوپل
دیگو زوپل (انگلیسی: Diego Zuppel؛ زادهٔ ۱۳ اکتبر ۲۰۰۲) بازیکن فوتبال است.